# Marian Zieliński
Marian Zieliński (Chełm, 24 dicembre 1929 – Varsavia, 13 ottobre 2005) è stato un sollevatore polacco, che ha gareggiato nelle categorie dei pesi piuma (fino a 60 kg) e dei pesi leggeri (fino a 67,5 kg). Ha partecipato a quattro edizioni dei Giochi olimpici, vincendo tre medaglie di bronzo.

## Biografia
Zieliński ottenne il suo primo importante risultato a livello internazionale nel 1956, quando vinse la medaglia di bronzo nei pesi piuma ai Campionati europei di Helsinki, sollevando un totale di 325 kg. Nello stesso anno prese parte alle Olimpiadi di Melbourne, dove ottenne anche lì la medaglia di bronzo con 335 kg nel totale su tre prove, battuto dallo statunitense Isaac Berger con 352,5 kg e dal sovietico Evgenij Minaev con 342,5 kg.
Nell'anno successivo passò alla categoria superiore dei pesi leggeri, vincendo la medaglia di bronzo ai Campionati europei di Katowice con 347,5 kg.
Nel 1958 partecipò ai Campionati mondiali ed europei di Stoccolma, ritornando a gareggiare nei pesi piuma, senza ottenere un piazzamento significativo.
Nel 1959 Zieliński partecipò ai Campionati mondiali di Varsavia, validi anche come Campionati europei, dove ottenne il suo primo grande successo internazionale, vincendo la medaglia d'oro con 365 kg nel totale, battendo lo statunitense Isaac Berger (362,5 kg) e l'italiano Sebastiano Mannironi (350 kg).
Dal 1960 passò nuovamente alla categoria dei pesi leggeri e vinse la medaglia d'oro ai Campionati europei di Milano con 377,5 kg. Poco dopo prese parte alle Olimpiadi di Roma, dove si classificò al quarto posto con 375 kg. nel totale.
L'anno seguente Zieliński vinse la medaglia di bronzo ai Campionati mondiali di Vienna, validi anche come Campionati europei, arrivando a sollevare 395 kg nel totale, ma dovendo comunque cedere al connazionale Waldemar Baszanowski (402,5 kg) e al sovietico Sergej Lopatin (400 kg). Ottenne lo stesso risultato nel 1962 ai campionati mondiali ed europei di Budapest, sollevando 405,5 kg nel totale, dietro al sovietico Vladimir Kaplunov e a Baszanowski.
Nel 1963 vinse la sua seconda medaglia d'oro ai Campionati mondiali nell'edizione disputatasi a Stoccolma, validi anche come campionati europei, sollevando 417,5 kg nel totale e mettendosi dietro Baszanowski e Kaplunov.
Un anno dopo prese parte alle Olimpiadi di Tokyo, dove ottenne la sua seconda medaglia di bronzo olimpica con 420 kg, battuto nuovamente da Baszanowski e Kaplunov. Quella gara olimpica era valida anche come campionato mondiale.
Nel 1965 e nel 1966 vinse la medaglia d'argento ai Campionati mondiali con 425 kg a Teheran 1965 e con 410 kg a Berlino Est 1966. Quest'ultima edizione era valida anche come campionato europeo, che valse a Zieliński un'altra medaglia d'argento.
Nel 1968 vinse dapprima la medaglia d'argento ai campionati europei di Leningrado con 405 kg, in seguito partecipò alla sua quarta olimpiade, i Giochi olimpici di Città del Messico, conquistando ancora una volta la medaglia di bronzo, sollevando 420 kg nel totale e terminando dietro a Baszanowski (437,5 kg) e all'iraniano Parviz Jalayer (422,5 kg). Anche questa competizione olimpica era valida anche come campionato mondiale.
Con il suo terzo bronzo olimpico, Zieliński terminò poco dopo la sua carriera di sollevatore di pesi, dedicandosi all'attività di allenatore nella sua disciplina sportiva.
Da atleta, Zieliński ha realizzato tre record del mondo, due nella prova di strappo della categoria pesi piuma e uno nella prova di slancio della categoria pesi leggeri.